# Osturňanská brázda
Osturňanská brázda  je geomorfologickou částí Repiska, podcelku Spišské Magury. Leží v její severní části, v okolí obce Osturňa v kežmarském okrese.

## Polohopis
Území se nachází v severozápadní části Spišské Magury a leží na severním okraji Repiska. Osturnianská brázda zabírá údolí Osturňanského potoka, jehož tok z velké části lemuje obec Osturňa. Na východním okraji začíná intravilán obce Veľká Franková, která však leží již mimo tuto část. Na území Slovenska s touto geomorfologickou částí sousedí pouze mateřský podcelek. Západní a severovýchodní okraj vymezuje státní hranice s Polskem.
Osou území je údolí Osturňanského potoka, který teče západo-východním směrem a následně se stáčí na sever do Polska. V horské oblasti Spišské Magury pramení mnoho potoků, které stékají do údolí a směřují do Dunajce. Nejvýznamnější z přítoků jsou Bystrá, Krulovský, Soliskový a Frankovský potok. Celé území tak patří do úmoří Baltského moře.
Jedinou přístupovou komunikací do Osturňanské brázdy je silnice III/3109, která v obci Spišské Hanušovce odbočuje ze silnice II/542 (Spišská Belá - Spišská Stará Ves). Vedle Osturňanského potoka vede účelová komunikace s turistickým hraničním přechodem do sousední polské obce Kacwin.

## Chráněná území
Tato okrajová část Repiska leží celá v ochranném pásmu Pieninského národního parku. Z maloplošných, zvláště chráněných lokalit, se přímo v Osturňanské brázdě nenachází žádná, ale v blízkosti je přírodní památka Osturňanské jezero a přírodní rezervace Malé jezera a Velké jezero.

## Turismus
Území Osturňanské brázdy patří mezi klidnější oblasti Spišské Magury. Lákadlem je rázovitá zamagurská obec Osturňa, ktteá je od roku 1979 památkovou rezervací lidové architektury. Zajímavými místy jsou blízká jezera, které jsou chráněnými lokalitami. Východním okrajem vede  červeně značená trasa ze Ždiaru přes Veľkú Frankovú do polské obce Kacwin. Z pohraniční oblasti z lokality Lapszanka na polském území vede též  žlutě značená trasa přes Osturňu na rozcestí Magurka pod stejnojmenným vrchem.